# 晏子内親王
晏子内親王（やすこ/あんしないしんのう）は、文徳天皇の第一皇女。母は藤原列子（従四位上・藤原是雄の女）。伊勢斎宮。同母妹に慧子内親王（賀茂斎院）がいる。
嘉祥3年（850年）7月9日、父・文徳天皇の即位により斎宮に卜定される（妹・慧子内親王も同時に斎院卜定）。仁寿元年（851年）8月26日、野宮に入り、翌2年（852年）9月7日、伊勢へ群行（長奉送使は中納言・安倍安仁、右中弁・橘海雄）。天安2年（858年）8月27日、文徳天皇の崩御により在任7年で退下。昌泰3年（900年）7月20日薨去。